# Parlero
Parlero (oficialmente en asturiano: Parḷḷeiru), parroquia asturiana en el concejo de Villayón.
Según el Diccionario, Geográfico, Estadístico e Histórico de Pascual Madoz (1806 a 1870) la Parroquia de San Bartolomé de Parlero, en el Municipio de Villayón, fue aneja a la de San Salvador de la Montaña de Río Negro. Hoy comprende esta Parroquia las siguientes pueblos: Bullimeiro, Berrugas, Candanosa, Lagos, las Cárcobas, Lendelforno, Lendequintana, Zureirina, Balvona y el
propio Parlero.
A finales del siglo XIX funcionaba en Bullimeiro una "Ferrería" para convertir el mineral de hierro en metal. En Cárcabas y las Berrugas fueron famosas por sus fraguas en donde confeccionaban hachas, cuchillos hoces, clavos etc.
La festividad más destacada de Parlero en Nuestra Señora de la Velilla que se celebra el 17 de septiembre de cada año.Otra fiesta es la de San Bartolomé el 24 de agosto.
El Río Parlero y el Bauloso forman el Río Bullimeiro que al juntarse al río Cabornel o Barandón forman el Río Poelea, afluente del Río Navia. 
Su lenguaje es el bable occidental.

## Personalidades
Entre los personajes distinguidos de la Parroquia, podemos citar al Rvdo Fray José María García Grain O.P.(1882 a 1959) obispo titular de Alabanda y vicario apostólico de Puerto Maldonado en las Misiones Dominicanas de la Amazonía Peruana.